# Три мушкетёра (фильм, 2013)
«Три мушкетёра» — исторический приключенческий российский фильм / телесериал 2013 года Сергея Жигунова по мотивам романа Александра Дюма «Три мушкетёра».

Картина не является ремейком известного советского кинофильма, снятого по тому же сюжету.
Фильм выпустили одновременно в двух форматах: телесериала и полнометражной ленты для широкого проката. Премьера полнометражного фильма состоялась 14 ноября 2013 года. Телефильм вышел позже, в 10 сериях: украинская премьера состоялась 16 декабря 2013 на телеканале «1+1», российская — на «Первом канале» 3 января 2014 года, белорусская — 3 января на телеканале «ОНТ».

## Создание
До этого Сергей Жигунов в качестве продюсера уже экранизировал романы Дюма — «Королева Марго» (1997) и «Графиня де Монсоро» (1997). Снять «Мушкетёров» он мечтал ещё с того времени: «Давно я тянул руки к этому произведению. Меня останавливало обещание, которое, действительно, дал когда-то Мише Боярскому, он сказал „Серёга, не надо. Дай мне до конца доиграть это всё. Я хочу с жезлом маршала Франции в руке умереть в костюме д’Артаньяна на экране“. Я понял, что для него это очень серьёзно. А я его очень люблю (Мишу). И я притормозил. Недавно я его встретил в Киеве почему-то в аэропорту, мы пересеклись. Я говорю „Миш, ты доиграл?“ Он говорит „Да“. Я говорю „Я запустил“. Он говорит „Ну, хорошая книжка. Чего же её не снимать?“ Так что, в общем…»
Жигунов, выступивший и режиссёром, и продюсером, сам написал сценарий. В его намерение, судя по ранним интервью, входило сделать максимально тщательную экранизацию романа.

«Я очень уважительно отношусь к Дюма, его книги живут столетиями, поэтому не позволил себе вольно обращаться с сюжетом. Его я не трогал, но сильно поработал над диалогами, расписал поподробнее сюжетные линии, наделил персонажей новыми чертами. Получилась динамичная история, адаптированная к восприятию современного зрителя. И герои, на мой взгляд, стали ярче и выразительнее, более живыми и понятными». «Я пересмотрел всех „Трёх мушкетёров“. Удивлён был многим вещам — все пытаются как можно дальше от Дюма отскочить. У кого-то дирижабли летают, бомбёжка Парижа с воздуха в 1626 году… Зачем Дюма для этого?» «У меня был опыт работы (продюсерской, правда) с Дюма. И я видел, как очень опасно обращаться с его драматургией. Он создаёт такую конструкцию, которую разрушать очень опасно, всё пойдёт не туда сразу. Основные элементы конструкции надо сохранять»

После запуска съёмок акценты в интервью Жигунова поменялись. Отличие проекта от предыдущих экранизаций, по его словам, состоит в бережном отношении к тому, что было написано автором: «Мы сохранили основные сюжетные линии и мотивы, но поменяли структуру взаимоотношений между героями. Добавили темпа и ритма, адаптировали разные истории под сегодняшнего зрителя. Богаче станут любовные сюжеты. Мы развили линию отношений госпожи Кокнар и Портоса. Отношения Арамиса и герцогини де Шеврез тоже будут показаны с предельной точностью. Драматичнее складывается связь между Атосом и миледи. А линия Бекингема и Анны Австрийской прописана шире и подробнее, она тоже получит неожиданное продолжение. В романе много интересных сюжетных поворотов и сцен, которые режиссёры обычно обходят стороной». Жигунов не согласен с журналистским штампом о том, что это первая дословная экранизация романа: «…это не дословный Дюма. Все основные сцены, конечно, сохранены, но я добавил в них что-то, даже диалоги я переписывал, кроме совсем ключевых, канонических я бы сказал, что трогать нельзя. Потому что очень сложно это было бы смотреть. Очень давно он это писал, темп изменился, аудитория изменилась, будет непонятно, будет тянуть. Смысловой сюжет мы с соавтором моим Андреем Житковым сохранили, основные сцены, эта история начинается так, как у Дюма, и заканчивается так, как у Дюма. То, что происходит периодически между двумя островками Дюма, какие там синусоиды выписывает история, это не совсем Дюма, я бы сказал. На мой взгляд, это забавно».

После выхода картины Жигунову пришлось оправдываться за заметные сюжетные изменения: «Понимаете, мне хотелось усилить некоторые вещи. Я его (д’Артаньяна) сделал девственником только потому, что как артист подошёл к предлагаемым обстоятельствам. Он родился в какой-то горной деревне. Раньше городишки были, как теперь деревеньки. Я спрашивал про Гасконь людей, которые там были. Они говорили, что это резкие ребята. Представьте, что в Грузии или Чечне решили вступить во внебрачную связь. Вопрос: когда вас зарежут и с какой скоростью? С этими изменениями я приобрёл огромное количество мотивов: мотив, по которому он удрал в Париж, мотив ехать в Лондон. В книге бродил по городу пьющий молодой человек, 32 дня бухал с друзьями на королевские деньги после той дуэли (так у Дюма), неожиданно встретил девушку, она спросила: „В Лондон не съездишь?“ Он сказал: „Конечно, съезжу“. Встал и поехал. А Париж и Лондон — это примерно, как Израиль и Ирак. Или СССР и Германия в 1943 году. На грани войны. Или война уже идёт. А ты едешь в недружественную страну. Просто так, потому что какая-то мимо проходившая девушка попросила. Но, когда ты полюбил первый раз, ты можешь прыгнуть в окно. Сразу. Причём вниз головой, шесть раз, пока не убьёшься окончательно. Я получаю мотив, понимаю, о чём снимаю. Артисты понимают, что им играть. Потому что иначе романтизм выглядит так: „А давайте махнём на Северный полюс!“ — „А давайте!“ Выпили и махнули. Они не романтики, они — идиоты. Не хотелось бы, чтобы они выглядели идиотами. Мне кажется, что нам удалось этого избежать благодаря каким-то таким мотивациям, которых у Дюма не было. Хотя в книге речь не шла, был ли у него какой-то любовный опыт. Понимаю, что для него это трагедия, другой опыт, другое мироощущение. Величина события иная совсем».

## В ролях
| Актёр                 | Роль               |
| --------------------- | ------------------ |
| Риналь Мухаметов      | Д'Артаньян         |
| Юрий Чурсин           | Атос               |
| Алексей Макаров       | Портос             |
| Павел Баршак          | Арамис             |
| Василий Лановой       | кардинал Ришельё   |
| Екатерина Вилкова     | Миледи             |
| Филипп Янковский      | Людовик XIII       |
| Мария Миронова        | Анна Австрийская   |
| Анна Старшенбаум      | Констанция Бонасье |
| Константин Лавроненко | герцог Бекингэм    |
| Владимир Зайцев       | Рошфор             |
| Александр Лыков       | Де Тревиль         |
| Виктор Раков          | Бонасье            |
| Ксения Кутепова       | мадам Кокнар       |
| Алексей Воробьёв      | лорд Винтер        |
| Владимир Этуш         | ювелир             |

а также (не указаны в начальных титрах):
| Актёр             | Роль                                                 |
| ----------------- | ---------------------------------------------------- |
| Мишель Карлье     | Д'Артаньян-отец (озвучивает Сергей Жигунов)          |
| Екатерина Олькина | герцогиня де Шеврез                                  |
| Вадим Сквирский   | Джон Фельтон                                         |
| Агата Муцениеце   | служанка Кэт                                         |
| Борис Смолкин     | господин Кокнар                                      |
| Вилле Хаапасало   | Иероним фон Фогель Эйзеншварцер II, солдат-швейцарец |

## Кастинг
Актёров подбирала кастинг-директор Лера Ганкина, по словам Жигунова — «замечательный кастинг-директор. Даже поставил её в начальные титры».

«Я попытался собрать ансамбль из артистов высокого уровня (у меня нет времени и сил обучать людей на площадке), известных, но не набивших оскомину у зрителей, — рассказывает Сергей Викторович. — Люди ведь очень устают от актёров, которые всё время мелькают в сериалах, „замыленные“ лица начинают вызывать раздражение».

Жигунов чрезвычайно высоко оценивает исполнителя роли д’Артаньяна: «Удивительно талантливый. Разносторонний. (…) мальчишка просто поразительный. Просто поразительный. Вот, если бы его не было, наверное, не стоило бы снимать этот фильм, я так думаю. Ну, ничего бы не получилось». «…когда Риналь Мухаметов пришёл на пробы, удивительно непосредственный, я понял, что он — несомненное открытие. Он поёт, фехтует, он акробат, замечательно играет, спортивен до неприличного состояния, очень красив… Д’Артаньяну должно быть 18 лет, и никаких Безруковых».

«Я восстановил некоторую справедливость, то есть д’Артаньян молод, это очень важно, мушкетёры старше, чем он. Потому что иначе не работает структура взаимоотношений этих персонажей. Они к нему относятся почти отечески».

По словам Жигунова, при кастинге они старались не идти на «подтасовки»: например, узнав из жёлтой прессы, что «Констанцией могла бы стать Анастасия Заворотнюк», он «чуть не упал в обморок. Дико смешно и абсурдно. Актрису поставили в неловкое положение. Д’Артаньяну по фильму 18 лет. Исполнительницу роли Констанции в Настином возрасте трудно себе представить. Максимум, на что она могла бы рассчитывать, — это роль мамы д’Артаньяна. Мы пытаемся сберечь некую букву Дюма и не идти на подтасовки. При этом роман мы не повторяем! Иначе это скучно было бы смотреть». Тем не менее, Ришельё, которому в год начала действия романа было 40 лет, играет пожилой Василий Лановой. Жигунов отмечает это отступление особо: «Мне хотелось возрастного кардинала, потому что я хотел убрать подозрения на взаимоотношения с королевой. А у меня так много любовных дополнительных линий возникло в сценарии, что ещё одну он просто не выдерживал».
Для Владимира Этуша был написан специальный эпизод, настолько Жигунову (его ученику) хотелось его снять.

### В фильм не попали
Предварительно предусматривались следующие кандидатуры мушкетёров: Евгений Цыганов (Атос), Дмитрий Дюжев (Портос) и Константин Крюков (Арамис). Но из-за Цыганова, который не смог сниматься, или Крюкова, у которого началась аллергия на лошадей, эта тройка рассыпалась. Миледи могла сыграть Светлана Ходченкова (помешал ранее заключённый контракт в Голливуде — «Росомаха: Бессмертный») или Оксана Акиньшина (отказалась из-за беременности).
Существовала мысль ввести отсылку к предыдущему советскому телефильму-мюзиклу, пригласив Михаила Боярского на роль д’Артаньяна-отца, но, как рассказывает Жигунов, «потом мы решили, что это неправильно — смешивать таким образом то старое кино, которое до сих пор зрители смотрят с удовольствием, и наше, новое. Оно будет совершенно другим».
На вопрос, почему Жигунов не сыграет никого сам в фильме, он ответил, что не стал этого делать, чтобы не отягощать проект, который и так «вызывает тяжелейшие подозрения у окружающих», «я так много потратил сил как режиссёр, что если бы я ещё и в кадр вошёл, наверное, ничего бы хорошего не получилось». Однако он озвучил отца главного героя, сыгранного французским постановщиком трюков.

## Съёмки
Съёмки планировалось начать 1 августа 2012 года и уложить в три месяца, чтобы выпустить фильм весной 2013 года, однако срок был сдвинут. До 18 сентября в Гатчине завершились съёмки 1-й половины фильма. К концу 2012 года съёмки закончились. Они заняли 64 дня, завершились до конца 2012 года.
Съёмки происходили в 2 этапа, в России и за рубежом, в зависимости от необходимой натуры.
1-я половина съёмок: в Выборге на берегу Финского залива — в Выборгском замке (более 10 сцен, в том числе осада Ла-Рошели). Также в Петергофе — в Большом дворце Петергофа («Лувр»), в петергофском парке «Александрия»; в Гатчине — на территории Большого Гатчинского дворца; в Мухинском училище (Санкт-Петербург) («Букингемский дворец»).
2-я половина съёмок: в Чехии (в замках Боузов и Пернштейн, в Оломоуце и живописном месте Кутна-Гора), а также в резиденции князей Лихтейнштейн Вальтице. Частично задействованы интерьеры, которые уже использовались Жигуновым при съёмке «Королевы Марго». По словам режиссёра Алексея Злобина, за границей снимали всё, что связано с натурой и архитектурой, так как она более приближена к французской.
По словам Жигунова, он принципиально не стал подхватывать модную ныне тенденцию погружаться в исторические реалии, выводя на передний план грязь и мерзость окружающего героев мироздания, средневековую бытность со всеми тамошними грязными улицами, занавоженными тупиками, копчёными домами, неуклюжим, зловонным бытом. «Мы принципиально не стали рисовать прошлое в серых тонах, в грязи, во мраке быта. (…) Если серьёзно, обшарпанные штаны, занавоженные улицы и грязные трактиры, вся эта средневековая мерзость — кому она нужна в нашей приключенческой киноленте? Вы что, хотите, чтоб мы показали благородных дам, чьи парики кишели вшами, простолюдинов с выбитыми зубами и зачумлёнными лицами? Поверьте, ни вам, ни зрителю от нашей картины подобных откровений не нужно. Они не затем пришли, они пришли за чистотой помыслов, за чистотой отношений. Грязь на улицах будет диссонировать с общим приключенческо-романтическим настроением кинокартины. По сути, таковой бытовой изнанки нет и в романе Дюма».

### Костюмы
Художник по костюмам Татьяна Патрахальцева специально сконструировала исторические наряды.
Все костюмы для основных персонажей сшили на заказ из дорогих тканей, с ручным кружевом и полудрагоценными камнями, причём многие в нескольких экземплярах. К примеру, одно платье королевы стоит 78 тысяч рублей. Для массовки костюмы были взяты напрокат — в Чехии, Испании и Франции. Специально были построены кареты, подвески королевы были изготовлены на заказ в московской мастерской.

### Музыка
Музыку написал композитор Алексей Шелыгин. Планировалось использовать 2 старинные французские песни. Саундтрек был записан Лондонским симфоническим оркестром.
Жигунов рассказал, что «Три мушкетёра» стали одним из первых российских фильмов с новым поколением театрального звука Dolby Atmos. Сведение звука сделано в Лондоне.

### Трюки и танцы
В фильме 2 погони и 17 боёв. Трюки и сцены с фехтованием поставил Мишель Карлье, которого Жигунову порекомендовал швейцарский актёр Венсан Перес: Карлье ставил трюки в его картине «Фанфан-тюльпан». (Также Карлье сыграл в эпизоде и д’Артаньяна-отца).

Юрий Чурсин («Атос») рассказал в интервью: «Постановщики боёв, французы, проставляли бой на каждого персонажа. У каждого была своя манера фехтовать. И когда мне показали, как фехтует пьяный Атос, я сразу понял, кто этот человек, и настроился: у него другое дыхание, иная, чем у меня, манера брать предметы, он обращает внимание на другие вещи».

Команду каскадёров возглавляет Игорь Новосёлов. Французский монтажёр, который работал на «Перевозчике», «Такси» и «Фанфане», монтирует драки — по словам Жигунова: «У нас, к сожалению, никто не умеет это делать. Для телевизионного кино это беспрецедентные траты». Главный хореограф — Гали Абайдулов.

## Сюжет

### Киноверсия
По причине сжатого хронометража (2 часа) сюжет развивается в крайне сжатом темпе, с потерей многих сюжетных линий, за что киноверсия была сильно раскритикована (см. раздел Критика).

### Телеверсия
Десять 45-минутных серий позволяют аккуратно следовать сюжету книги, хотя некоторые эпизоды были Жигуновым перетасованы, переакцентированы или выброшены.
| №  | Сюжет | Главы книги | Премьера (Украина) | Премьера (Россия) |
| -- | --- | --- | ------------------ | ----------------- |
| 1  | Д’Артаньян покидает Гасконь, прибывает в Париж и знакомится с мушкетёрами. | Часть 1. Главы I—V. «Три дара г-на д’Артаньяна-отца»; «Приёмная г-на де Тревиля»; «Аудиенция»; «Плечо Атоса, перевязь Портоса и платок Арамиса», «Королевские мушкетёры и гвардейцы г-на кардинала» | 16.12.2013         | 03.01.2014        |
| 2  | Д`Артаньян знакомится с Констанцией и становится участником в любовных и политических интригах королевы и герцога Бекингэма. | Часть 1. Конец главы I «Три дара г-на д`Артаньяна-отца»; глава VI «Его величество Людовик XIII»; Глава X—XVIII «Мышеловка в семнадцатом веке»; «Интрига завязывается»; «Джордж Вилльере, герцог Бегингэмский»; «Незнакомец из Менга»; немного из главы XV «Военные и судейские»; немного из главы «О том как канцлер Сегье не мог найти колокол, чтобы ударить в него, по своему обычаю»; «Супруги Бонасье»; начало главы «Любовник и муж». | 16.12.2013         | 03.01.2014        |
| 3  | Д'Артаньян и его друзья отправляются в Лондон. По дороге мушкетеры по очереди попадают в ловушки гвардейцев, но Д'Артаньян всё же добирается до Лондона и привозит подвески королевы в разгар бала. | | 17.12.2013         | 04.01.2014        |
| 4  | Получив обещанную благодарность от Констанции, Д'Артаньян воссоединяется с друзьями, узнаёт историю Атоса, а затем вступает в ряды мушкетеров. Констанцию похищают люди кардинала. Д'Артаньян знакомится с Миледи и вызывает на дуэль лорда Винтера. | | 17.12.2013         | 04.01.2014        |
| 5  | Мушкетеры побеждают англичан на дуэли. Д'Артаньян приходит на свидание к Миледи и пытается выяснить у неё, где держат Констанцию. Миледи сообщает ему это (в отместку кардиналу), а затем соблазняет его. Д'Артаньян случайно видит на плече Миледи клеймо, после чего чудом спасается. Мушкетёры спасают Констанцию и отправляют её в монастырь, где она будет в безопасности. Кардинал пытается переманить Д'Артаньяна на свою сторону, но неудачно. Д'Артаньян вместе с друзьями отправляется на войну в Ля Рошель, за ними следуют нанятые Миледи убийцы. | | 18.12.2013         | 05.01.2014        |
| 6  | Несколько покушений Миледи на Д'Артаньяна срываются. Кардинал приказывает Миледи убить Бекингема, после чего Миледи встречается с Атосом. Мушкетёры завтракают в бастионе Сен-Жерве и решают предупредить Бекингема о грозящей ему опасности. | | 18.12.2013         | 05.01.2014        |
| 7  | Приключения в Ля Рошели продолжаются. Д'Артаньян покупает дом, в котором планирует поселиться вместе с Констанцией после войны. Арамис и Портос ссорятся со своими возлюбленными. Миледи прибывает в лагерь Бекингема. Д'Артаньян предупреждает Бекингема о готовящемся покушении на него. | | 18.12.2013         | 06.01.2014        |
| 8  | Миледи попадает в плен. Бонасье узнаёт, что Констанция в монастыре. Миледи удаётся бежать при содействии Фельтона, который тяжело ранит Бекингема, но затем гибнет в схватке с Винтером и его солдатами. Портос женится на госпоже Кокнар. Бекингем едет к королеве и умирает по пути. | | 19.12.2013         | 06.01.2014        |
| 9  | Миледи возвращается во Францию, но кардинал решает избавиться от неё. Узнав от Бонасье, что Констанция в монастыре, Миледи едет туда и убивает её. Констанция умирает на руках Д'Артаньяна. Мушкетёры и присоединившийся к ним Винтер начинают поиски Миледи, которая скрывается в бывшем поместье Атоса. | | 19.12.2013         | 07.01.2014        |
| 10 | Мушкетеры выслеживают Миледи. Атос объясняется с бывшей женой и понимает, что всё ещё любит её (причём взаимно). Тем не менее мушкетёры учиняют суд над Миледи и приговаривают её к смертной казни (приговор исполняет лилльский палач). Д'Артаньян получает звание лейтенанта королевских мушкетёров и расстаётся с друзьями, решившими выйти в отставку. | | 19.12.2013         | 07.01.2014        |

### Отличия от книги
Создатели фильма в основном придерживаются сюжетной линии романа, хотя есть и несколько отличий.:
Киноверсия:
- у мушкетёров нет слуг
- д’Артаньян становится мушкетёром меньше чем через неделю после прибытия, в книге ему понадобилось два года и он был принят в мушкетёры под Ла-Рошелью, в фильме же это произошло в Париже.
- д’Артаньян — девственник, из-за чего мушкетёры отказываются с ним драться на дуэли
- Обстоятельства знакомства д'Артаньяна и Констанции
- Постельные сцены д'Артаньяна с Констанцией
- компьютерные бабочки на платье Анны Австрийской
- Мушкетеры освобождают Констанцию из плена, взяв штурмом Бастилию.
- королева Анна Австрийская, приехавшая к мужу в Ла Рошель, д’Артаньян, пробравшийся к ней в палатку
- мёртвого Бекингема привозят к Анне под Ла Рошель, где она над ним рыдает
- прощальный ужин и последний поцелуй Миледи и Атоса
- Фельтон — давний любовник Миледи
- У Миледи нет детей
- Констанция Бонасье, умирающая в монастыре не от яда, а от предательского удара кинжалом (впрочем, как и в фильме Бордери)

Телеверсия:
Более продолжительная по хронометражу телеверсия продемонстрировала дополнительные отступления от сюжета:
- Д’Артаньян не остаётся в трактире раненый, а сразу едет в Париж
- Вставлен эпизод драки, в которой ранен Атос
- Атос умирает от медленнодействующего яда, подсыпанного ему Миледи после их свадьбы, начиная уже с 1-й серии
- Линия возчика Бетюнского монастыря
- Комическая история с ослом под Ла Рошелью
- Переговоры кардинала Ришельё и Бекингема
- Нападение ларошельцев на короля
- Автоматическое оружие у д’Артаньяна
- Бонасье узнаёт от д' Артаньяна о смерти Констанции и горько оплакивает её
- Свадьба Портоса и госпожи Кокнар в лагере под Ла Рошелью
- Значительно дополненная любовная линия Арамиса и герцогини Шеврез, дуэль Арамиса и Рошфора

## Показ
Жигунов вначале подчёркивал, что он намеревался снять именно длинный телевизионный сериал, а не киноблокбастер, хотя огромный бюджет вполне позволял бы снять фильм для большого экрана. Однако позже он передумал и изменил сроки показа: сначала сообщалось, что телепремьера в России состоится весной 2013 года. Однако по достижении этого срока появилась новая информация о том, что премьера состоится осенью, причём фильм будет выпущен не в одном телеформате, а одновременно в двух: сериала и полнометражной ленты для широкого кинопроката.

### Кинопрокат
Прокатом фильма занимался «Каропрокат».
Премьера полнометражного фильма в формате 3D состоялась 14 ноября 2013 года. Критики восприняли его резко негативно (в частности, из 9 рецензий на «Кинопоиске» — лишь 2 положительные).
В прокате фильм провалился — уже спустя неделю после премьеры он остался только в утренней афише кинотеатров. За первые выходные новым «Трём мушкетёрам» не удалось отбить даже 1/20 бюджета. «Всё начиналось не так плохо — в четверг, на старте прокатных выходных, „Три мушкетёра“ Сергея Жигунова собрали $120 тыс. и заняли 5 строчку в рейтинге проката. Но даже солидный прирост сборов в субботу и воскресенье не спас новую экранизацию „Трёх мушкетёров“ Александра Дюма от провала. По предварительным данным дистрибьюторских компаний, картина заработала 19,1 млн рублей или $584 тыс. и не попала в топ-5 кинопроката». По другим указаниям, фильм занял 6-ю строчку: «при бюджете $12 млн „Три мушкетёра“ за первые четыре дня записали в свой актив 977 копиями $828 162». Этот результат поставил киноверсию на 4-е место в списке убыточных фильмов за 2013 год.
Однако стоит отметить, что проект изначально не был рассчитан на окупаемость путём кинопроката.
Европейская премьера фильма состоялась в Праге 28 ноября в рамках Дней российского кино.

### Телепоказ
На 91-м «Кинорынке» в начале 2013 года, представив свой проект, Жигунов сообщил, что его фильму будет оказана полнообъёмная поддержка со стороны Первого канала. В ноябре 2013 года сообщалось, что «уже заинтересовались порядка 30 стран, которые намерены приобрести его для своих зрителей», в декабре сообщалось о том, что его купили в 21 стране.
С 16 декабря 2013 года сериал начали показывать на украинском телеканале «1+1» на русском языке (вечером, в течение недели, по несколько серий в день). 25 декабря 2013 года — премьера на израильском русскоязычном «9 канале». 3 января 2014 года премьера состоялась в РФ на «Первом канале».

## Критика

### Сравнение сфильмом 1979 года
Накануне выхода фильма его неоднократно причисляли к появившейся в 2010-е годы тенденции делать ремейки золотых советских фильмов и критиковали за это. Однако это связано с недостаточным пониманием термина «ремейк», поскольку фильм Жигунова не является производным от предыдущего и в своей основе не опирается ни на его сценарий, ни на персонажей, ни на музыку. Обе киноленты просто являются равнозначными экранизациями одной и той же книги, которая и закладывает сюжетные линии и характеры (в отличие от ситуации, например, с фильмом «Служебный роман» (1977): этот фильм является экранизацией пьесы «Сослуживцы», однако фильм «Служебный роман. Наше время» (2011) является не экранизацией пьесы, а ремейком фильма 1977 года). Кроме того, основой сценария фильма 1979 года в значительной мере стало особое произведение — либретто к музыкальному спектаклю Московского Театра юного зрителя (1974), чем в немалой мере были определены ритм изложения сюжета, существенные расхождения с литературной первоосновой и заложенные в язык экранизации условности.

#### Позиция создателей
Накануне начала съёмок Жигунов сказал, что внутренне готов к тому, что новых «Трёх мушкетёров» непременно будут сравнивать с фильмом Георгия Юнгвальд-Хилькевича: «Понятно, что критики избежать не удастся. Но сразу хочу сказать, что не ставил перед собой цели с кем-то соревноваться. Я собираюсь экранизировать роман Дюма, а не снимать ремейк». «Если бы мы взяли сценарий Марка Розовского и снимали по нему, это был бы ремейк». «Ремейк — когда взяли сценарий и ещё раз сняли слово в слово. А у меня — ещё одна экранизация Дюма. Лучше пусть люди Дюма снимают каждую неделю, чем „Пса-вампира“».
«В конце концов, у каждого поколения должен быть свой д'Артаньян. У нас был Михаил Боярский, у юного поколения пусть будет кто-то другой», — говорит Сергей Жигунов.
По словам Жигунова, он пересмотрел все экранизации романа, и фильм Юнгвальд-Хилькевича сам по себе тоже вторичен, причём так, что это не понятно для представителей нового поколения. «Есть старый французский фильм 60-х годов [абсолютный лидер советского проката 1962—1963 годов], где очень хорошие кастинговые вещи по актёрам, довольно ловко сюжет экранизирован. (…) Фильм Хилькевича вызывает положительные эмоции, но это фильм, [изначально] снятый для тех, кто видел те [старые] картины, о которых я говорю». По мнению Жигунова, неправильно говорить, что есть один роман Дюма и только одна правильная экранизация этого романа — экранизация Хилькевича. Он считает, что невозможно сделать фильм в жанре водевиль или мюзикл по мотивам непосредственно приключенческой детской книжки — такой лёгкий жанр возможен лишь как переработка более серьёзного кинопродукта, а не изначального текста. «Сначала надо снять это как приключения, а потом снять из этого трагедию, потом комедию, потом мультфильм, а потом уже снимать мюзикл. Когда всё это посмотрел, то почему [бы] и не [сделать дальше] мюзикл. Сюжет выдерживает переложение в любой жанр. И Хилькевич сделал это переложение».
На вопрос, трудно было ли абстрагироваться от советского фильма, Жигунов ответил, что в принципе почти ни разу не столкнулся с такой проблемой, за исключением единственного случая — сцены с передачей королевой перстня д’Артаньяну: «И вдруг я понял, у Дюма написано, что из-за занавески высунулась… (…) И вот начали мостить эту занавеску, и я понимаю, что д’Артаньян должен бродить по комнате. И вдруг я вспоминаю блестящие пальцы Фрейндлих, которая щёлкала ему. И понимаю, что, в общем, это единственно верное решение, и я не могу его использовать, потому что это уже было. И тут я так разозлился, знаете? В первый раз я налетел на тень Хилькевича, потому что это было очень хорошо решено. Он реагировал. И вдруг я понял, что вот эту сцену я проигрываю, потому что я не могу себе позволить повторяться».
Мария Миронова («Анна Австрийская») рассказывает: «Сравнивать [меня с Алисой Фрейндлих], конечно, будут. Однако могу рассказать — история королевы проработана Жигуновым. Если в той интерпретации это была немножко певческая, лёгкая линия, и вся история с Бэкингемом была практически песней, а у него был яркий акцент, из-за чего оттенок комедийности получался ещё сильнее. Теперь же любовь Анны и герцога получилась по-настоящему драматической, серьёзной. Это ведь было сильное чувство между двумя людьми, которое связывало их на расстоянии, несмотря на то, что встреч было немного. Несколько финальных сцен посвящено его убийству. Так что это ответвление сюжета ушло у нас в настоящую драму, даже в трагедию».
Впрочем, на первом этапе работы действительно существовала возможность создания ремейка. Жигунов рассказывает: «Я вначале, признаюсь, собирался делать ремейк — взять песни, сделать поярче бои, получше погони. Но понял, что это не то. И так возникла другая история, никакого отношения не имеющая к музыкальной картине Юнгвальд-Хилькевича» «Я давно собирался это снимать. Но я не мог придумать, как это сделать. Вначале мне казалось, что надо снять ремейк. Но это давно было, ещё до того, как начали ремейки делать. Я хотел взять песни по крайней мере и улучшить просто какую-то часть постановочную, сделать поярче бои, получше погони, поточнее по возрасту персонажей, может быть. Я много говорил об этом с Анатолием Григорьевичем Лысенко, он как-то не реагировал. На нём всегда было хорошо проверять идеи, потому что на что-то он реагировал, на что-то — нет. И я понял, что как-то не сложилось, не получается. Шло время, и возникла совсем другая история, никакого отношения не имеющая к этой музыкальной картине Хилькевича».

#### Мнения актёров
- Владимир Этуш («ювелир»): «Думаю, фильм получится во многом неожиданным — с лихо закрученным сюжетом, но при этом серьёзным, психологически глубоким, не „эстрадным“. Во всяком случае, именно так мы с режиссёром Жигуновым выстраивали мою роль ювелира Жертье»[15].
- Юрий Чурсин («Атос»): «Мне был очень интересен материал и сама работа с Сергеем Жигуновым. Но судить о том, каким получился Атос, пока не могу. В полнометражной картине и сериале у этого персонажа может быть разная, непредсказуемая динамика. Думаю, в полном метре мой герой оставит больше вопросов, чем ответов. И, может быть, полный метр и сериал будут совершенно разными, самостоятельными произведениями»[42].

#### Высказывания создателей фильма 1978 года
- Валентин Смирнитский («Портос»): «„Трём мушкетёрам“ Жигунова не переплюнуть советский фильм — у них нет музыки Дунаевского (…) Открою вам небольшой секрет: снять „Трёх мушкетёров“ была идея фикс Жигунова. (…) У него к Дюма особое отношение. Он поэтому-то и начал продюсерскую деятельность, помните, с „Графини де Монсоро“. И вот дорвался до „Трёх мушкетёров“. Он пытается предложить своё решение, позиционирует фильм как боевик. Актёры у него снимаются хорошие, бюджет приличный. Ну а что получится — бог его знает, посмотрим. Мы все знаем это произведение с детства, сделать из него боевик не так сложно. Многие уже и делали, экранизаций было под сорок — разных. Но, конечно, картине Жигунова будет трудно соревноваться с советским хитом, потому что 40, если не 50 процентов нашего фильма сделали песни Максима Дунаевского. А тут этого не будет — это уже большой минус. Наши-то хиты пела вся страна в течение многих лет, да и сейчас поют. В этом смысле им трудно. Но я думаю, Жигунов сделает достаточно качественный продукт, будем надеяться»[37].
- Георгий Юнгвальд-Хилькевич (режиссёр): «Мне даже смотреть не надо фильм Жигунова — и так понятно, что это будет ещё один банальный пересказ изнасилованного тысячу раз произведения Дюма. (…) Не понимаю, зачем Жигунову этот позор?! Чтобы сделать что-то, человеку нужен мотив — так же, как и в преступлении; то же самое в искусстве: важен мотив. Своё кино я делал потому, что любил и обожал, а Сергей [Жигунов] сделал это из-за зависти, — так что результат его работы предопределён… (…) Да и актёров таких в наше время нет, — которые могут играть романтику: „последним из могикан“ был Боярский»[43].
- Вениамин Смехов («Атос»): «Мне хочется поддержать режиссёра и актёров, поскольку новая версия „Трёх мушкетёров“ делалась с любовью к роману Дюма-отца и его героям. А эта духовная пища куда полезнее для молодого человека, чем ужастики и прочие кровопускания. У Жигунова, по-моему, получилась душевная картина. Хорошо, что он не стал на путь соперничества с нашим фильмом в том, что касается песенного материала, а пошёл своей дорогой. Что для меня состоялось эмоционально и безусловно — это Д’Артаньян в исполнении Риналя Мухаметова, он очаровал меня молодостью, лёгкостью, мастерством»[33].
- Михаил Боярский («д’Артаньян»): нейтрально воспринял новодел. «Дюма есть Дюма, — пояснил нам актёр свою позицию. — Это такой богатый материал, который всегда будут снимать. Каждый режиссёр имеет право на свою версию, мы не можем никому запретить к роману прикасаться»[44].

### Мнения критиков
Кинофильм:
После выхода на широкий экран сокращённой версии критики отмечали, что решение о киноформате было ошибочным, и было бы правильнее оставить фильм телесериалом, а также осуждают вольные добавки в сюжет книги.
- Борис Иванов (Empire): «Двухчасовой конспект десятисерийного сериала. Актёрская игра слабее, чем в советских „Трёх мушкетёрах“, а сюжет слишком стремителен, чтобы быть внятным»[45]
- Вячеслав Суриков («Эксперт»): «Фильм „Три мушкетёра“, по словам Сергея Жигунова (это его режиссёрский дебют), адресован в первую очередь тем, кто незнаком с текстом романа Александра Дюма. Произошло то, что рано или поздно должно было произойти: мушкетёры, какими мы все их знали, навсегда остались в прошлом веке. Время, когда Львов второй половины XX века мог преобразиться в Париж середины XVII, ушло безвозвратно. Новому поколению зрителей нужны новые герои „с перьями на шляпах“. (…) Сергей Жигунов следом за Фёдором Бондарчуком радикально пересматривает жанр исторического кино. Мотивация поступков героев предельно упрощается. Лишние сюжетные линии отсекаются. Действие ускоряется. Достоверность отходит на второй план. Даже речевые характеристики героев и те перестают иметь какое-то значение. Актёры могут говорить так, как они привыкли это делать, играя своих современников. Главное условие успеха — узнаваемость, моментальная идентификация зрителя с экранным персонажем. И ничего не поделаешь с тем, что этот зритель принадлежит к категории от 14 до 24.»[46]
- Константин Ананьев («Известия»): «Энергия в новой экранизации бьёт через край — все как-то подозрительно бодры и веселы. То ли имя Дюма вызвало такой подъём искреннего энтузиазма, то ли дело в сумасшедшем ритме: полнометражную версию Жигунов „клеил“ из 10-серийного фильма, а это, прямо скажем, работа для большого виртуоза (…) Компьютерные бабочки, экзотичные па Марлезонского балета на трёх квадратных метрах, по-детски наивные мизансцены — в „Трёх мушкетёрах“ чувствуется старая школа советского приключенческого фильма и нерастраченная фантазия советского пионера. Временами даже кажется, что добавь Жигунов чуть-чуть маскараду — и „Мушкетёры“ взорвут аудиторию, заставят вспомнить советское детство и Боярского с „гардемаринами“. Но этого самого „чуть-чуть“, что отделяет обычный мусор от трэша, режиссёру новой экранизации как раз и не хватает — по части художественного экстремизма Жигунов вчистую проигрывает Юнгвальду-Хилькевичу. К тому же детство далеко не у всех нынешних зрителей „Мушкетёров“ было советским, а кто такие „гардемарины“, многим, увы, и вовсе неизвестно»[47].

Критиковали вольное обращение Жигунова с оригинальным текстом, изменение некоторых сюжетных линий:
- Дарья Серебряная («Time Out»): «Очередная российская экранизация приключений д’Артаньяна и трёх мушкетёров получилась слегка нелепым, хотя и неплохо снятым трагифарсом. (…) беспощадные изменения, которые внёс безжалостный Жигунов-сценарист в историю Александра Дюма (к ней у бывшего гардемарина, по его собственным словам, „есть много претензий“), делают новых „Мушкетёров“ совсем не драматичнее, а, наоборот, смешнее.»[48].
- Лидия Маслова («Коммерсантъ»): «…авторы экранизации, декларирующие максимальную близость к драматургической структуре романа, отыгрываются на том, что придают персонажам какие-то новые психологические оттенки, немыслимые для знающих первоисточник наизусть (…) Кроме этого налёта скабрёзности жигуновская экранизация отличается некоторым пренебрежением к диалогам из романа — даже когда кинематографисты берут оригинальные реплики, они словно специально стараются исковеркать их хотя бы по мельчайшим пустякам.»[49]
- Максим Эйдис («Москва-24»): «Ненужные, а порой и откровенно лишние изменения, разумеется, не пошли сюжету на пользу: как справедливо заметил когда-то сам Жигунов, с тщательно продуманной драматургией Александра Дюма играть опасно. Хуже того — благодаря неудачным изменениям сюжета, к сожалению, могут остаться вовсе незамеченными и достоинства новой экранизации, которых не так уж мало. Здесь и прекрасная работа художников по костюмам и декораторов; и лихая съёмка оператора Игоря Кожевникова; и виртуозный, филигранный монтаж француза Николя Трембасьевича (прежде работавшего над „Перевозчиком“ и ремейком „Фанфана-Тюльпана“); и замечательная игра актёров (начиная от опытного Василия Ланового, блестяще сыгравшего роль кардинала, и заканчивая молодым и обаятельным Риналем Мухаметовым — актёром театра Кирилла Серебренникова, исполнившего роль д’Артаньяна). Впрочем, недостатков в постановке Жигунова хватает и без пустившейся во все тяжкие сценарной фантазии. Чего только стоят одни „компьютерные“ бабочки, которыми украсила свой бальный костюм Анна Австрийская»[25]

Хвалили нового главного героя:
- Эльфия Гарипова («Аргументы и факты»): «Наконец-то нам не надо притворяться, будто бы мы верим, что перед нами восемнадцатилетний юнец из Гаскони. Усы Боярского и его пение оставили неизгладимый след в сердцах нескольких поколений зрительниц, но всё же принять взрослого мужчину за наивного гасконца можно было, только понимая условия игры»[50].

Упрекали фильм за излишнюю серьёзность, однако хвалили за качество костюмов и декораций:
- Роман Носиков («Однако»): «…В фильме нет ни намёка на любимый нами жанр „государственной бюджетерии“. То есть следов воровства. Сделано всё на совесть — костюмы, боевые сцены, спецэффекты. Всё качественное и добротное. Нет ни следа неуважения к зрителю, к которому мы, увы, уже настолько привыкли. Сказать, что Жигунов где-то недоработал, схалтурил, итаксойдётничал, — оскорбительно солгать. Фильм сделан со всем уважением. Серьёзно так сделан. И вот тут-то и начинаются странные чудеса. Дело в том, что Сергей Викторович — серьёзный и честный мужчина, который снимал серьёзный и честный фильм про трёх мушкетёров. А так к именно этому конкретному произведению Дюма относиться никак нельзя. Это самое несерьёзное, самое хулиганское его произведение, в котором он перевернул всё с ног на голову — чёрное и белое, правду и ложь, вывернул наизнанку историю Франции, но не со зла, как какой-нибудь Резун-Суворов, или Марк Солонин, или Борис Соколов, а просто по приколу, из авантюризма и веселья, которым он так щедро наделил и своего героя — Д’Артаньяна. И вот из-за серьёзного отношения Сергея Викторовича на экран прямо сквозь Дюма начала прорываться историческая правда с вкраплениями дежавю из современной московской жизни. (…) Начнём с самого Д’Артаньяна. Скажите, вам нравятся замечательные эти смуглые орлиноносые парни в красных мокасинах и бейсболках с надписью FBI на московских улицах? (…) Если не нравятся, то вам и этот Д’Артаньян не понравится точно. Потому что у него полный набор, включая бессмысленную лыбу и исключая мокасины и бейсболку. (…) Вообще весь фильм не оставляет ощущение, что режиссёр с огромным удивлением смотрит на то, что у него выходит из предполагаемого приключенческого фильма. А выходит совершенно случайно получившийся рассказ о нас, попавших во Францию времён Д’Артаньяна. Это — единственное, что может быть интересно в этом фильме человеку, созревшему интеллектуально. Фильм может быть рекомендован к просмотру людям, которые хотят понять, насколько они повзрослели.»[51]

Телеверсия: После показа продолжительной телеверсии был снят упрёк к сумбурности изложения.
- Владимир Тихомиров («Огонёк»): «12 миллионов долларов, согласитесь, не та сумма, с которой можно снять сколько-нибудь заметный исторический телесериал о похождениях мушкетеров. (…) Но Сергею Жигунову, чей режиссёрский дебют российские зрители смогли оценить во время новогодних каникул, удалось почти невозможное: он снял за этот „мизерный“ бюджет вполне себе смотрибельную 10-серийную костюмированную драму, которая, правда, была больше похожа на „Гардемаринов“, но все же смогла зацепить придирчивого российского зрителя. Всю минувшую неделю в интернете бушевали страсти: поклонники новой версии „Трёх мушкетеров“ спорили с противниками, выясняя, похож д’Артаньян в исполнении мхатовца Риналя Мухаметова на задиру-гасконца, милого сердцу Дюма-отца, или нет. Может ли миледи ругаться как хабалка, а Рошфор (как-никак граф) адресоваться к ней со словами: „Вы сегодня офигенно выглядите“? Или, скажем, король Франции — обращаться к своей королеве Анне Австрийской со сногсшибательной репликой: „Мадам, я не вижу на вас подвесков“? А почему, собственно, нет, раз даже в рекламу фильма Первый канал ставит ролик с этой очевидной грамматической ошибкой? У нас ведь „Три мушкетера“ — не исторически-приключенческий роман с экскурсом в психологию, а так, новогоднее блюдо, при приготовлении которого гардемарин запросто может стать даже капитаном мушкетеров. Правда, употреблять это блюдо лучше всего под новогодний салат оливье — тот самый, который французы всегда называли русским салатом»[52].
- Евгений Ткачёв (kino-teatr.ru): «Если инсценировка Жигунова (а для него эта работа — режиссёрский дебют) в чём-то и проигрывает, так это музыкальное сопровождение. (…) Пожалуй, играющий Атоса Юрий Чурсин — один из самых запоминающихся образов этого сериала. (…) Но один из самых интересных персонажей этой истории — кардинал Ришельё (Василий Лановой)»[53].